# Новотокраново
Новотокра́ново (рос. Новотокраново, башк. Яңы Туҡран) — присілок у складі Калтасинського району Башкортостану, Росія. Входить до складу Калтасинської сільської ради.
Населення — 43 особи (2010; 48 у 2002).
Національний склад:
- татари — 67 %
- башкири — 33 %